# Arima Yoriyuki
Arima Yoriyuki est un nom japonais traditionnel ; le nom de famille (ou le nom d'école), Arima , précède donc le prénom (ou le nom d'artiste).
Arima Yoriyuki (有馬 頼徸, né le 31 décembre 1714, mort le 16 décembre 1783) est un mathématicien japonais de l'époque d'Edo. Daimyo du domaine de Kurume, il approxime la valeur de {\displaystyle \pi } et de son carré, {\displaystyle \pi ^{2}}.
En 1766, il trouve l'approximation rationnelle de pi, correcte jusqu'à la 29e décimale, :{\displaystyle \pi \approx {\frac {428224593349304}{136308121570117}}=3.14159265358979323846264338327(569...)}

## Source de la traduction
- (en) Cet article est partiellement ou en totalité issu de l’article de Wikipédia en anglais intitulé « Arima Yoriyuki » (voir la liste des auteurs).